# Janusz Bielak
Janusz Bielak ps. „Bil” i „Stefan” (ur. 2 września 1927 w Lublinie; zm. 1 lipca 2015 w Koszalinie), używał również nazwisk: Jan Koszerski oraz Jerzy Konarski. Członek AK, oddelegowany do kierowania I Oddziałem Bojowych Szkół Szarych Szeregów. Docent doktor habilitowany. Uczestnik obrad Okrągły Stół (Polska). Był przedstawicielem strony rządowej, uczestniczył w pracach podzespołu ds. polityki mieszkaniowej.

## Rodzina
Ojciec, Bronisław Bielak był urzędnikiem Izby Skarbowej. Został zamordowany w Oświęcimiu. Matka, Janina Bielak, zmarła na gruźlicę, kiedy Janusz miał 7 lat, zajmowała się gospodarstwem domowym. Macocha, Henryka Bielak, również była gospodynią domową, zmarła po wojnie. Ożenił się z Zofią Kurowską w 1948 r. i ma z nią trójkę dzieci – dwóch synów i córkę (Piotr,Janina i Zbigniew).

## Edukacja
Ukończył szkołę podstawową oraz gimnazjum w Lublinie, nie skończył nauki w liceum. Po małej maturze we wrześniu 1946 r. w Łodzi (pod fałszywym nazwiskiem), przenosi się do Gdańska, kończy Liceum Handlowe w Sopocie, gdzie po amnestii zdaje maturę jako Janusz Bielak. Po ukończeniu studiów przenosi się w 1958 r. do Koszalina, gdzie jako docent doktor habilitowany nauczał w Wyższej Szkole Inżynierskiej.

## Działalność w harcerstwie
W ZHP od 1936 r. w LDH przy szkole nr 8 przy ul. Dolnej Panny Marii. Po wybuchu wojny zostaje wciągnięty do samorzutnej grupy konspiracyjnej przez Zbigniewa Żórawskiego, który w 1942 r. wprowadza grupę do konspiracji zorganizowanej przez Pawła Krupczaka ps. „Hipolit” i „Jura”. Przysięgę składa w listopadzie 1942 w sali przy Kościele Wizytek. Przynosi zakopany przez ojca pistolet.
W lecie 1943 r. zwerbowany przez Tadeusza Rossiana do Szarych Szeregów. Późną jesienią obejmuje dowództwo I drużyny im. generała Władysława Sikorskiego z przybocznym „Tadkiem” – Tadeuszem Rossianem. Drużyna wchodzi w skład „Bojowych Szkół” pod dowództwem „Ryszarda”, a potem „Struga” – Henryka Ślusarskiego. Do akcji drużyna jest dobrze przygotowana – posiada broń, telefony, rakietnice, karabin maszynowy, ale z braku rozkazów „Strugi” do działań nie podchodzi. Szkolenia odbywają się w mieszkaniach i w terenie (na poligonie czechowskim).
Wiosną 1944 r. „Bil” ulega ciężkiemu wypadkowi, podczas bombardowań sowieckich leży w szpitalu. Prowadzi akcje : „Katyń”, „October”, „Listopad 1918-1943”, działalność antyalkoholową, niszczy budowane przez Niemców okopy i schrony, zarzuca polskie flagi na latarnie itp. 22 lipca jest świadkiem straszliwej rzezi więźniów na Zamku przez uciekających Niemców, którzy wymordowali około 800 osób; bierze udział w wynoszeniu ciał poza teren Zamku. Przedziera się z grupą (wśród ognia artyleryjskiego i zrzucanych bomb) na Czechów Górny, gdzie obserwuje silną obronę niemiecka i pomaga razem z „Tadkiem” w rozpoznaniu sytuacji „Ruskim”. Znajduje się między dwoma przeciwnikami i jest świadkiem ostrej walki. Po bitwie gromadzi broń i ekwipunek porzucony przez oba wojska. 24 lipca rozbraja żandarma, zbiera pancerfausty, pistolety, pepesze. Organizuje oddział z opaskami. 25 udaje się do śródmieścia, ogląda przemarsz olbrzymich kolumn sowieckich oraz ujawniających się niedobitków niemieckich. Penetruje piwnicę „Pod zegarem” oraz duże składowisko broni na KUL i wreszcie spotyka polskie wojsko, śpiewające patriotyczne piosenki. Pojawia się „Strug”, polecając uzbroić się, założyć opaski i zapewnić ochronę Domu Żołnierza, gdzie przed wojną, na ostatnim piętrze, mieściła się Komenda Chorągwi. 26 lipca następuje zgromadzenie całego oddziału w liczbie 120 osób przed Domem Żołnierza, przemarsz ulicą Lipową do Narutowicza i zakończenie działań.
Po przejściu frontu drużyna nadal spotyka się na zbiórkach, głównie w rejonie poligonu, gromadząc broń, ćwicząc musztrę pod okiem „Ryszarda” i „Struga”, prowadząc również akcję antyberlingowską i przeciw PKWN, rozklejając afisze i ulotki. Mimo ścisłej konspiracji, UB przeprowadza w jego mieszkaniu na Górnym Czechowie 6 rewizję i znajduje duży arsenał broni. „Bil” jest w tym czasie poza domem, ukrywa się u rodzin kolegów – Perlińskiego i Kujawy.

## Losy powojenne
Uzyskuje fałszywą kennkartę na nazwisko Jan Koszerski i przenosi się do wsi Baraki (pracuje tam przez pół roku jako terminator szewski). W czerwcu 1945 znów zmienia tożsamość na nazwisko Jerzy Konarski, po czym przenosi się do Łukowa, gdzie pracował jako laborant fotograficzny. W styczniu 1946, z pomocą Tadeusza Próchniewicza ps. „Dąb” – żołnierza 27 Dywizji AK, wyjeżdża do Łodzi, gdzie pracuje w centrali „Społem”. Kontynuuje edukację, aby po przeprowadzce do Gdańska, amnestii (ujawnienie w UBP w Gdańsku – nr 11781) i zdaniu matury pracować w Kuratorium Szkolnym. Swoją przyszłą żonę Zofię Kurowską poznał w 1947 r. w tej samej klasie maturalnej, pobrali się rok później. Mieli trójkę dzieci: dwie córki i syna. Jedna z córek – Anna Bielak była druhną w HKTP PTTK „Sezam”.

## Galeria

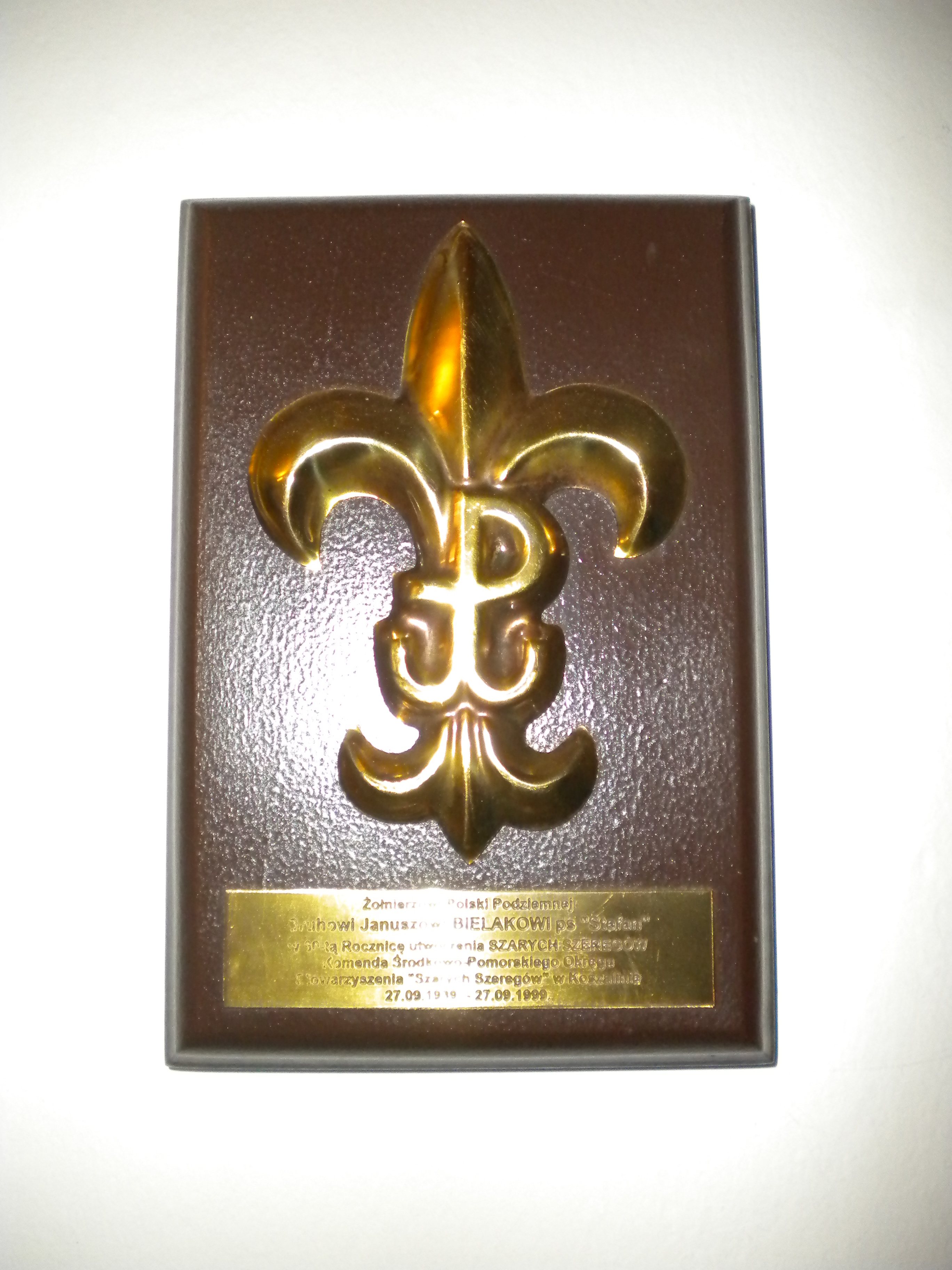
pamiątkowa tablica